# Zmarli w roku 1848
Lista osób zmarłych w 1848:

## styczeń 1848
- 9 stycznia – Caroline Herschel, brytyjska astronom pochodzenia niemieckiego[1]

## luty 1848
- 23 lutego – John Quincy Adams, amerykański polityk, szósty prezydent USA[2]

## marzec 1848
- 19 marca – Jean-Charles François de Ladoucette, francuski szlachcic, działacz polityczny i gospodarczy, związany z departamentem Hautes-Alpes[3]

## kwiecień 1848
- 8 kwietnia – Gaetano Donizetti, włoski kompozytor operowy[4]

## maj 1848
- 7 maja – Gustaw Gizewiusz, polski pastor ewangelicki, działacz społeczno-narodowy i polityczny na Mazurach[5]

## czerwiec 1848
- 7 czerwca – Wissarion Bielinski, teoretyk kierunku rewolucyjnego demokratyzmu[6]

## lipiec 1848
- 6 lipca – Karol Godula, śląski przedsiębiorca[7]

## sierpień 1848
- 7 sierpnia – Jöns Jacob Berzelius, szwedzki chemik, lekarz[8]

## wrzesień 1848
- 12 sierpnia – George Stephenson, konstruktor lokomotywy parowej[9]

## październik 1848
- 2 października – Georg August Goldfuss, niemiecki zoolog i paleontolog[10]

## listopad 1848
- 15 listopada – Francesco de Vico SJ, astronom włoski[11]

## grudzień 1848
- 19 grudnia – Emily Brontë, angielska pisarka[12]